# LKQ Corporation
LKQ Corporation är en amerikansk leverantör av alternativa och specialdelar för reparation och tillbehör till bilar och andra fordon. LKQ har verksamhet i Nordamerika, Europa och Taiwan. LKQ erbjuder sina kunder ett brett utbud av komponenter, utrustning och delar för att reparera och utsmycka bilar, lastbilar och fritids- och prestandafordon. I mars 2017 valdes Dominick P. Zarcone till ny president och verkställande direktör.